# Tolomeo II e Arsinoe II (invv. 22682, 22681)
I colossi di Tolomeo II e Arsinoe II (invv. 22682, 22681) sono una coppia di statue egizie di dimensioni monumentali, in granito rosso, raffiguranti il faraone Tolomeo II (282–246 a.C.) e la regina Arsinoe II della Dinastia tolemaica, scoperte nel 1714 nel sito degli Horti Sallustiani, a Roma, e conservate al Museo gregoriano egizio (Musei Vaticani).

## Storia

### Tolomeo II
Realizzate per celebrare la divinizzazione di Arsinoe II, morta nel luglio del 268 a.C., furono originariamente posizionate nell'importante città di Eliopoli nel Basso Egitto (centro del culto di Ra e Atum fin dal Periodo Predinastico). Vedova di Lisimaco (generale di Alessandro Magno, poi re di Tracia e di Macedonia) nel 275 a.C. Arsinoe era andata in sposa, secondo l'usanza egizia, al proprio fratello Tolomeo II, faraone d'Egitto; i due fratelli furono chiamati Philadelphoi (in greco antico: Φιλάδελφοι, "fratelli-amanti"). Come "regina dell'Alto e del Basso Egitto", Arsinoe II condivise tutti i titoli regali del fratello, con il quale appare nei ritratti monetali dell'epoca. Nel colosso in questione, la regina è identificata come figlia del dio della terra Geb e perciò nelle vesti di Iside; normalmente rappresentata fuori dell'Egitto come una donna greca della sua epoca (Cammeo Gonzaga?), Arsinoe II compare qui come un'antica regina egizia, con il lungo vestito aderente, la pesante parrucca e i due urei tipici delle "Spose reali" dei faraoni della plurimillenaria storia egizia.

### Caligola e l'aggiunta del colosso di Giulia Drusilla
I colossi furono verosimilmente traslati a Roma per ordine dell'imperatore Caligola (37–41 d.C.), che volle posizionarli negli Horti Sallustiani per decorare un "padiglione faraonico" in onore della propria regalità e famiglia. Caligola nutriva un particolare interesse nei confronti dei culti egizi e pare che talvolta indossasse la barba posticcia tipica dei faraoni. Insieme ai colossi di Tolomeo e Arsinoe, prelevati da Eliopoli, l'imperatore trasferì a Roma anche una celebre statua di Tuia, regina-madre di Ramses II, in granito nero, anch'essa al Museo Gregoriano Egizio. A questo "gruppo di famiglia" composto da una madre, Tuia, e da due fratelli-sposi, Caligola fece aggiungere una nuova statua della propria sorella Giulia Drusilla nelle vesti di Arsinoe II: morta nel 38, era stata immediatamente divinizzata dal fratello, sospettato di aver intrattenuto con lei relazioni incestuose (il gruppo statuario del fratelli-sposi Tolomeo II e Arsinoe II rafforzerebbe i sospetti in tal senso).

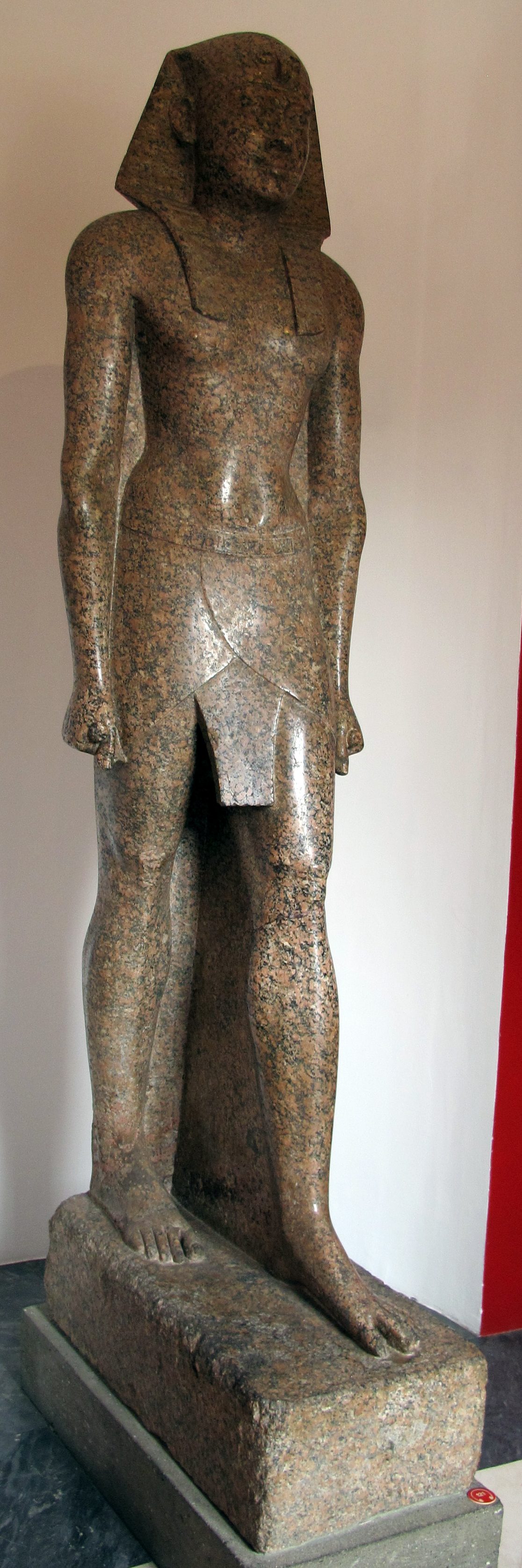
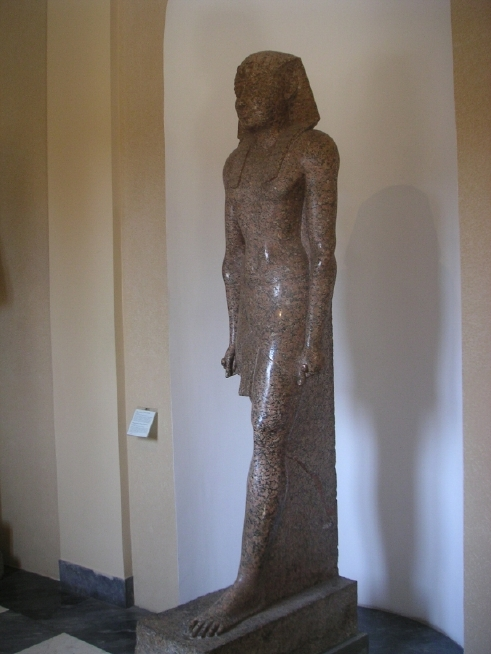
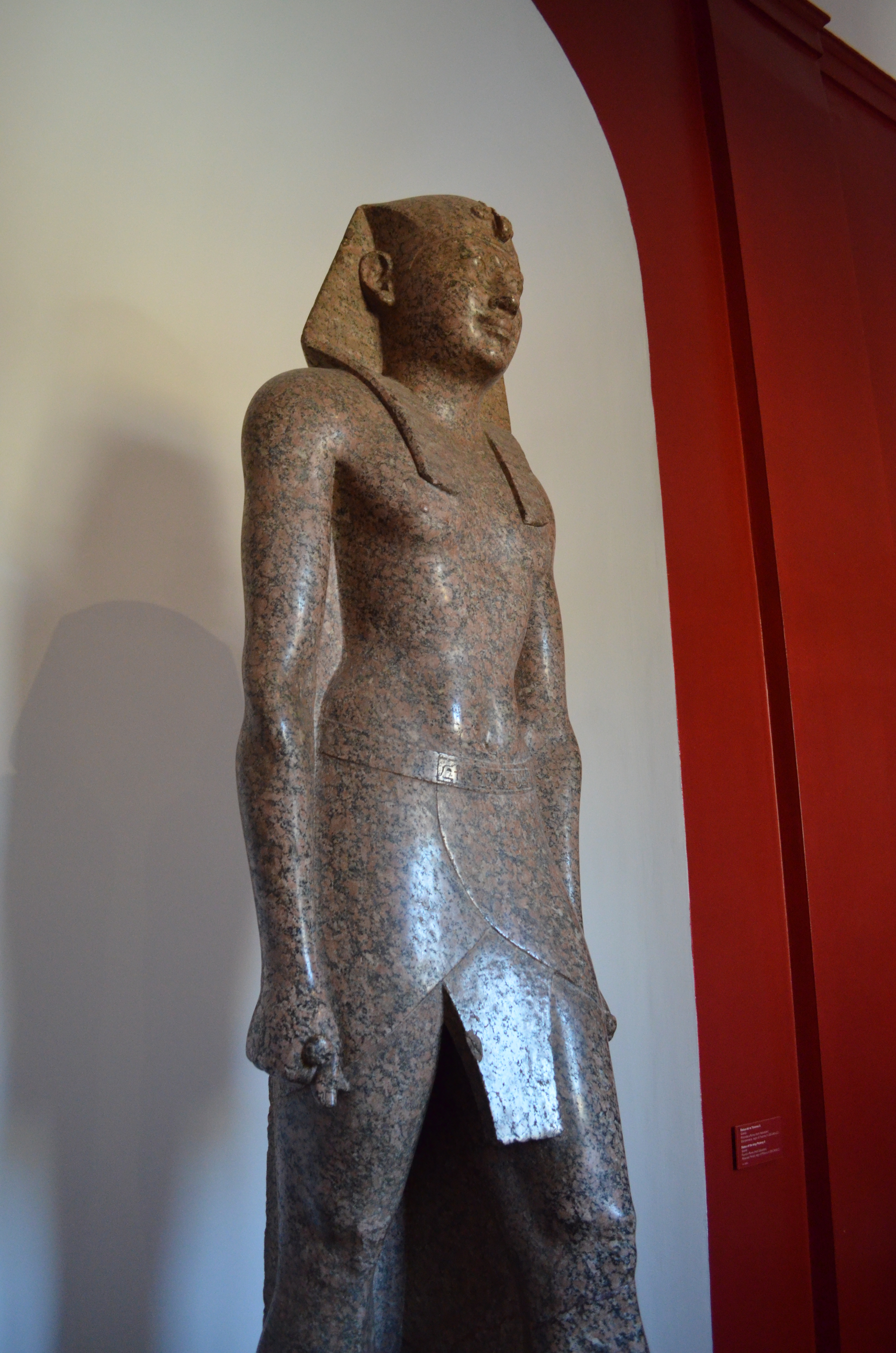
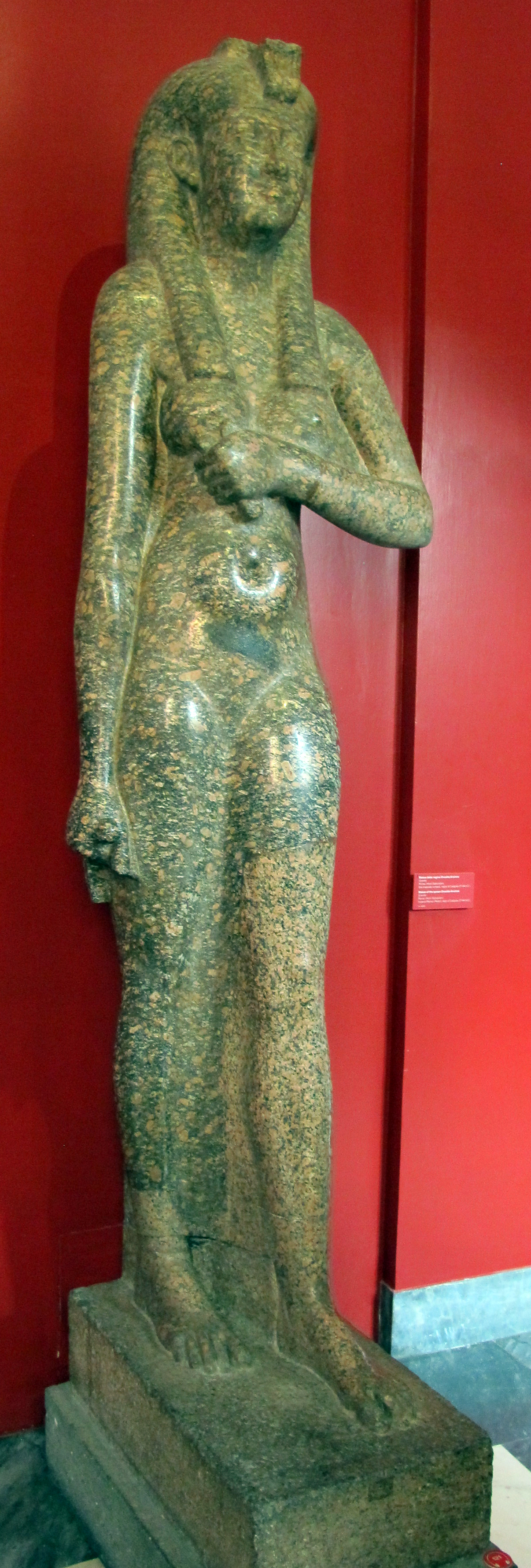
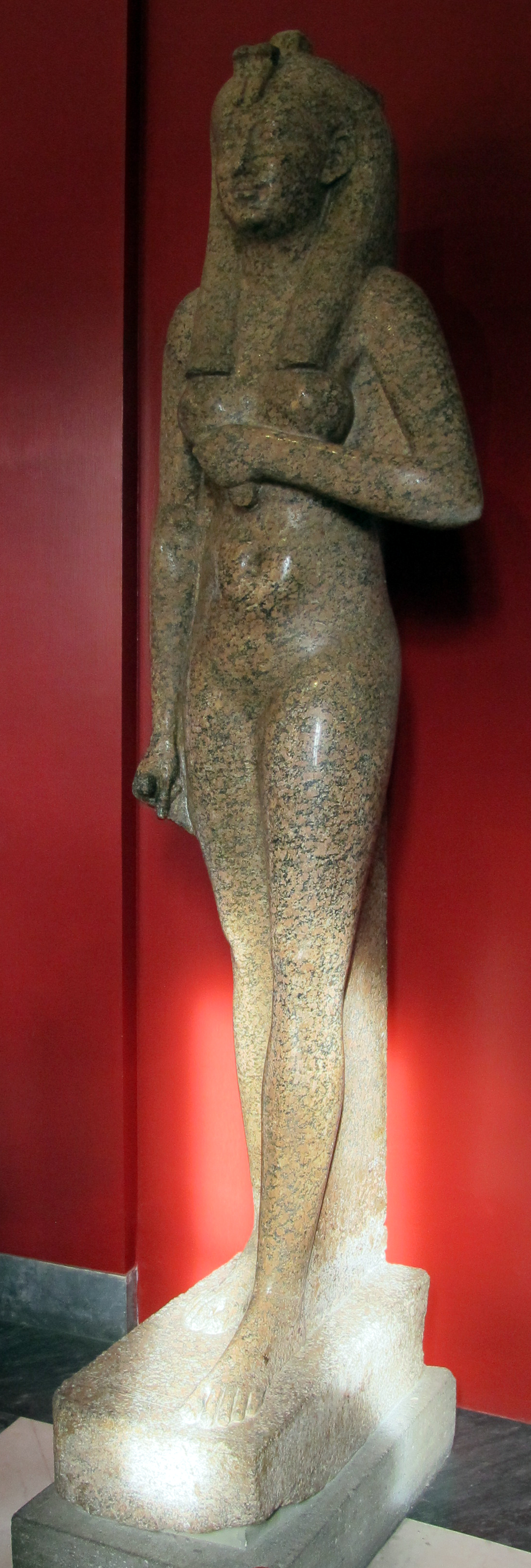
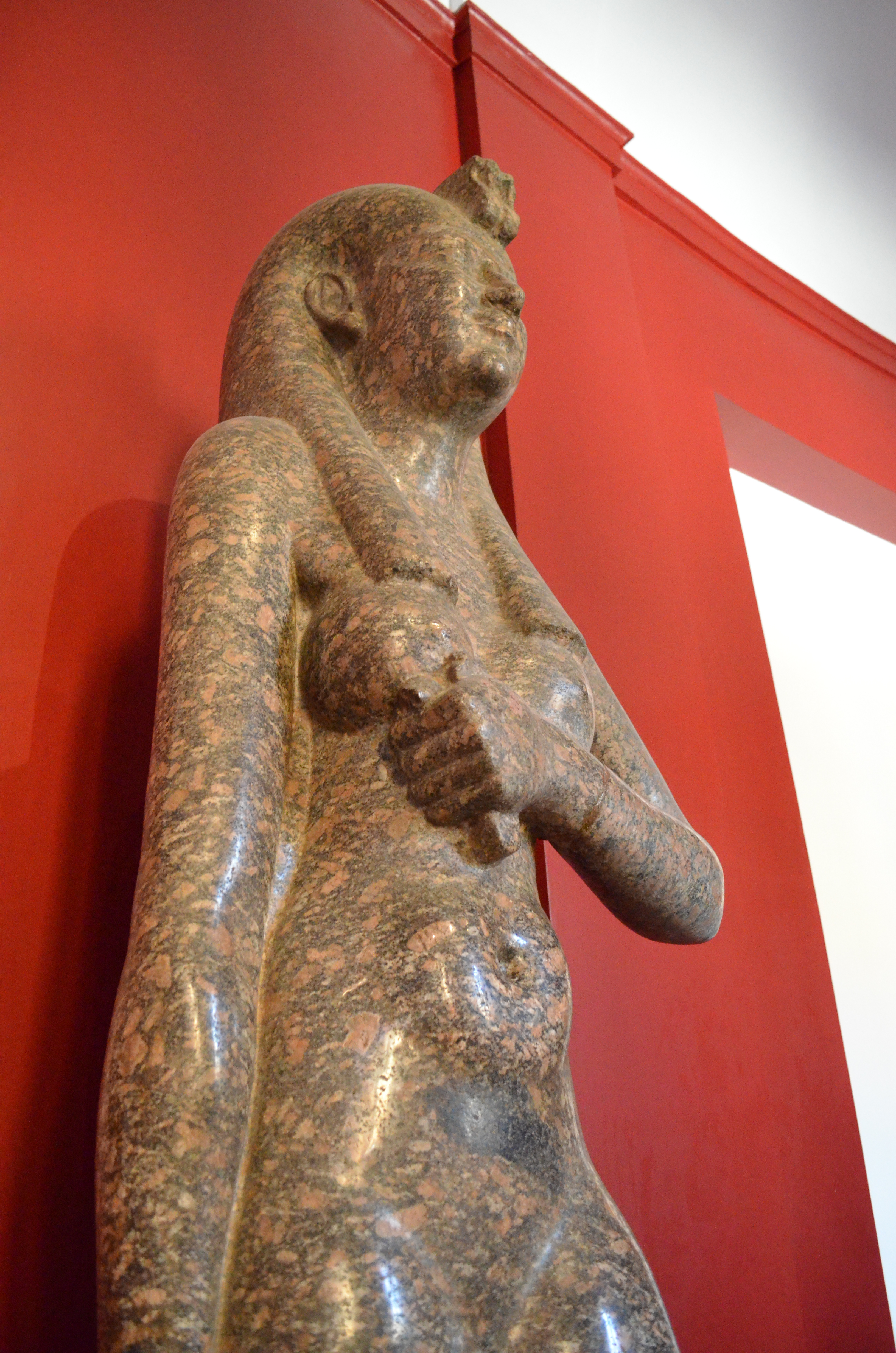
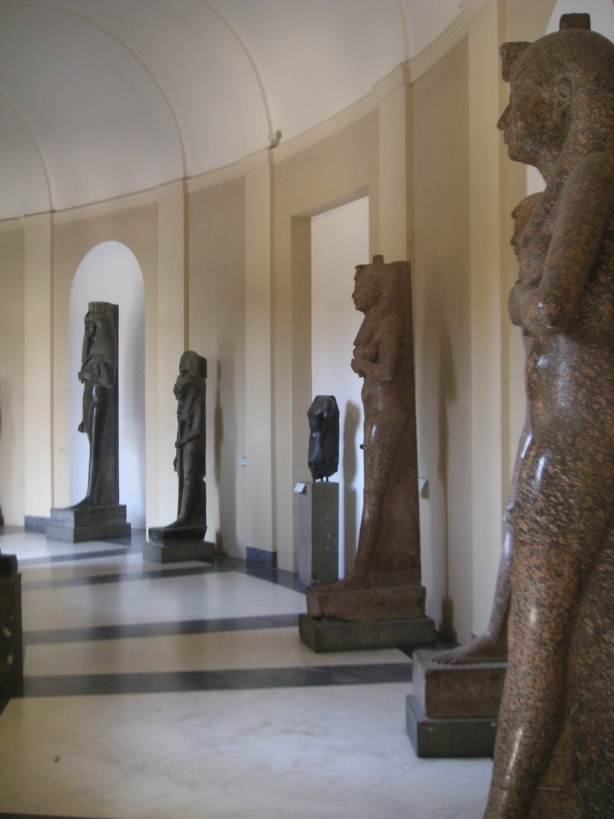